# Marcel-Marie Dubois
Marcel-Marie Joseph Henri Paul Dubois (16. května 1896, Le Mans – 12. července 1967, Le Mans) byl francouzský římskokatolický duchovní, arcibiskup besançonský. Před jmenováním do Besançonu, zastával úřad biskupa rodezsko-vabreského.

## Život

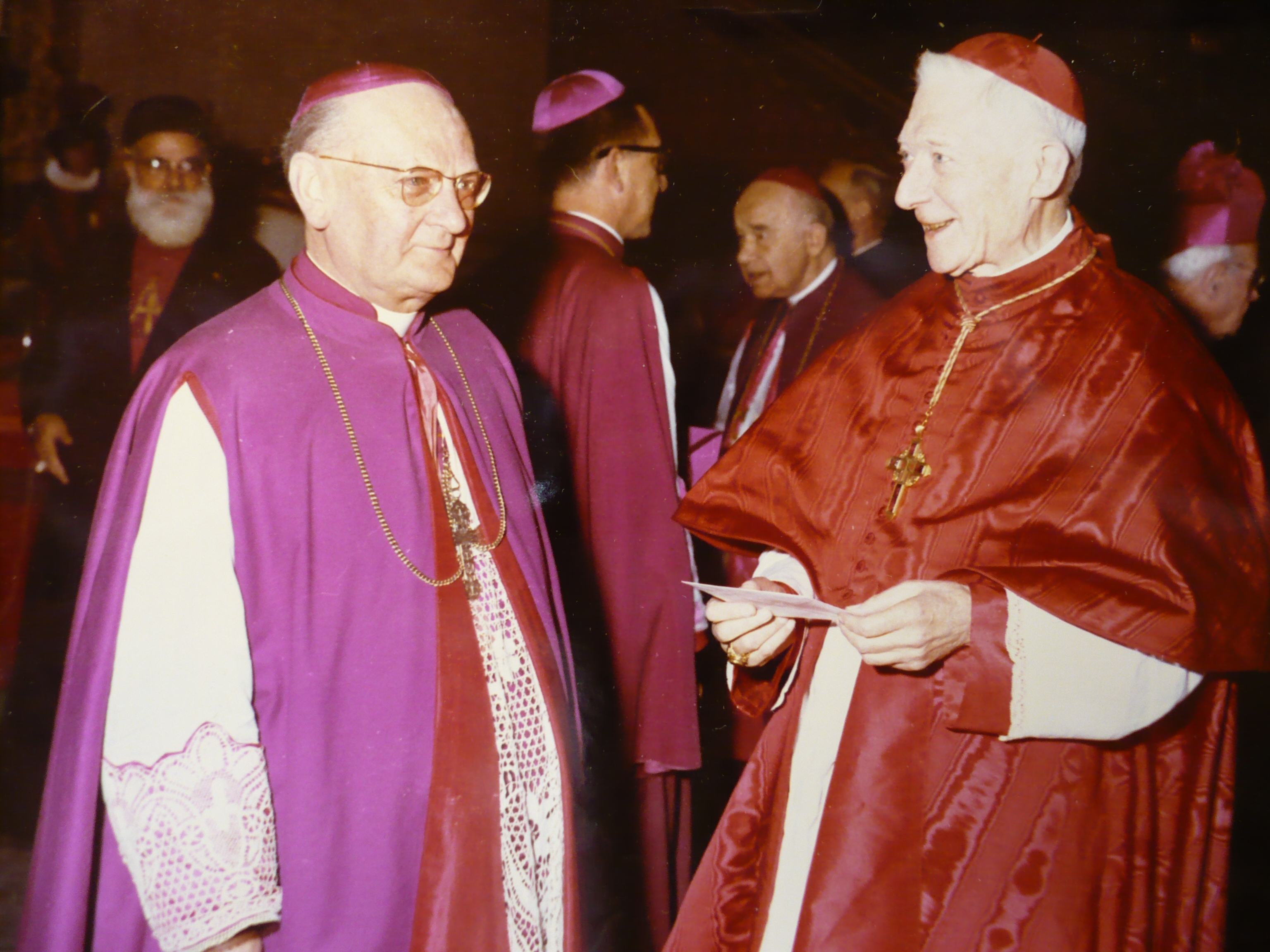
Arcibiskup Dubois (vlevo) a kardinál Liénart během druhého vatikánského koncilu

Marcel-Marie se narodil v roce 1896 v Le Mans v departementu Sarthe jako jediné dítě v katolické rodině. V roce 1913 se přihlásil do kněžského semináře. Své rozhodnutí vysvětlil svou dlouhodobou touhou stát se knězem. Roku 1915 přišel povolávací rozkaz, a Marcel-Marie musel narukovat a zúčastnit se bojů první světové války. V roce 1917 byl vážně zraněn kulkou. Pro svou odvahu byl vyznamenán válečným křížem. Do semináře se vrátil v roce 1919. V květnu 1921 přijal kněžské svěcení a svou primiční mši svatou sloužil ve výroční den svého křtu. V roce 1932 byl pasován na rytíře čestné legie. V roce 1939 se vrátil do bojů, tentokrát druhé světové války v hodnosti kapitána.
V červenci 1948 byl papežem Piem XII. jmenován biskupem rodezské diecéze a svěcení přijal v říjnu téhož roku. V červnu roku 1954 byl papežem Piem XII. jmenován arcibiskupem v Besançonu. Na úřad rezignoval 2. července 1966 a ještě týž den byl jmenován papežem Janem XXIII. titulárním arcibiskupem ze Synnady v Mauretánii. Během své biskupské služby se stal hlavním světitelem tří biskupů (François Marty, Georges Jacquot, Maurice Pourchet). Zúčastnil se jako koncilní otec druhého vatikánského koncilu. Zemřel ve věku 71 let jako emeritní arcibiskup Besançonský v roce 1967.